# Powiat Mishima
Powiat Mishima (jap. 三島郡 Mishima-gun) – powiat w Japonii, w prefekturze Osaka. W 2024 roku liczył 30 714 mieszkańców.

## Miejscowości
- Shimamoto